# Javořina
Javořina (německy Ahornswald) je zaniklá vesnice v Krušných horách. Stávala v katastrálním území Milíře u Šindelové v okrese Sokolov na úpatí vrchu Javorník. Zanikla vysídlením po roce 1945.

## Název
Název vesnice byl odvozen z německého slova Ahorn (javor). V historických pramenech se objevuje ve tvarech: Ohrenswaldt (1654) a Ahornwald (1785, 1847).

## Historie
První písemná zmínka o Javořině, jejíž rozptýlená zástavba stávala na jihozápadním úpatí vrchu Javorník, pochází z roku 1654. Vesnice zanikla vysídlením po roce 1945.

## Obyvatelstvo
Při sčítání lidu v roce 1921 zde žilo 166 obyvatel (z toho 81 mužů) německé národnosti, kteří se kromě jednoho evangelíka hlásili k římskokatolické církvi. Podle sčítání lidu z roku 1930 měla vesnice 179 obyvatel německé národnosti. Až na čtyři osoby bez vyznání byli všichni ostatní římskými katolíky.
|           | 1869 | 1880 | 1890 | 1900 | 1910 | 1921 | 1930 | 1950 |
| --------- | ---- | ---- | ---- | ---- | ---- | ---- | ---- | ---- |
| Obyvatelé | 279  | 273  | 264  | 223  | 186  | 166  | 179  | 1    |
| Domy      | 40   | 40   | 41   | 42   | 40   | 40   | 41   | 42   |